# アサプリ
株式会社アサプリ（かぶしきがいしゃアサプリ、英：ASAPRI Co., Ltd.）は、三重県桑名市に本社を置く日本の企業である。Webサイト制作、SEO・MEO対策、Web広告、グラフィックデザイン、印刷、製本、動画制作、オリジナルデザイン壁紙制作など幅広い事業を展開している。

## 事業内容
- クリエイティブ - 企画立案、ブランディング、グラフィックデザイン、ロゴ・イラスト・キャラクターデザイン、コピーライティング、スチール撮影 など。
- 印刷・出版 - チラシ・DM・名刺・POPなどの印刷・加工、カタログ・パンフレットなどの印刷・製本。自費出版などの少部数印刷、書籍販売のサポートを行う事業「良書出版」の展開。
- 動画 - 企画・撮影・サウンド編集・動画編集。
- Web - コーポレートサイト・ブランドサイト・採用サイト・ランディングページ・ECサイトの制作、SEO対策、MEO対策、Web・SNS広告運用。
- 広告運用代行 - Web広告、SNS広告、新聞折込、ポスティング、DM発送、交通広告、郵便局広告、ラジオCMなど各種広告媒体の取扱い。
- カベラボ事業 - オリジナル壁紙制作〜施工の「カベラボ」事業を展開。壁紙のオンライン販売（Shopify・楽天・Yahoo!）も運営。
- 自社メディア - デザイン・制作に関するオウンドメディア「デザ印.Lab（デザインラボ）」の運営。フリーペーパー「ポスティングアイテム」の企画・発行。

## 沿革
- 1979年（昭和54年）1月 - 三重県三重郡朝日町小向にて、『アサヒプリントセンター』として、松岡仁が印刷業創業。
- 1983年（昭和58年）5月 - 三重県桑名市安永1-1112（現 安永倉庫・寮）に工場建設。
- 1989年（平成元年）8月 - 三重県桑名市安永925-1に土地236坪購入、新工場200坪建設。
- 1995年（平成7年）1月 - 三重県桑名市安永926に駐車場213坪購入、工場240坪増築。社名をアサヒプリントセンターから（株）アサプリに変更。松岡祐司、代表取締役に就任。
- 1998年（平成10年）8月 - 新工場250坪建設。
- 2002年（平成14年）4月 - 株式会社プリンターと企業の合併・買収を行いグループ会社とする。
- 2005年（平成17年）1月 - オリエンタル印刷株式会社とM&Aを行いグループ会社とする。
- 2005年（平成17年）8月 - 株式会社サンブレインとM&Aを行いグループ会社とする。
- 2005年（平成17年）10月 - 株式会社アサプリと持株会社アサプリホールディングスを会社分割する。
- 2006年（平成18年）8月 - 桑名市安永923に新社屋（本社）完成。
- 2008年（平成20年）3月 - 基幹システム・APGシステム導入。
- 2023年（令和5年）4月 - 株式会社アサプリ、株式会社プリンター、株式会社オリエンタル、昭和印刷株式会社、株式会社プロダクツの5社を合併し、存続会社を株式会社アサプリとする。

## 事業所
- 本社・本社工場 - 〒511-0839 三重県桑名市大字安永923番地
- 名古屋支社 - 〒463-0025 愛知県名古屋市守山区元郷2-1205
- 名古屋工場 - 〒488-0031 愛知県尾張旭市晴丘町東153-6
- 三重支社・三重工場 - 〒510-0304 三重県津市河芸町上野2100番地
- 伊勢営業所 - 〒516-0015 三重県伊勢市久世戸町11-4
- 撮影スタジオ「グラフィー」 - 〒511-0839 三重県桑名市安永1251番地

## グループ会社
- 株式会社アサプリホールディングス：グループ全体を統括する持株会社。
- 株式会社アサプリ：デザイン制作、動画制作、Web制作、広告運用代行、印刷業など幅広い事業を展開。
- 株式会社バロック：企画・デザイン・ブランディングおよびプロデュース事業を展開。
- 株式会社ナナメ：各種映像制作を手がける制作会社。
- 株式会社オーレ：大判印刷およびネット印刷サービスを提供。
- 株式会社フォトデリバリージャパン：写真・ブロマイドのプリント事業を展開。
- 株式会社ミッド八光：ポスティングおよびDM代行事業を提供。
- 株式会社ディテイルクラウドクリエイティブ：SEO対策ツールの販売、SEO・MEOのコンサルティングを提供。
- サイバーホルン株式会社：Web広告の運用代行サービスを展開。

## 認定・受賞
- 三重県SDGs推進パートナー 登録企業（本社・三重支社）
- 愛知県SDGs登録制度 登録企業（名古屋支社）
- はばたく中小企業・小規模事業者300社（株式会社アサプリホールディングス）
- FSC認証取得（三重支社）
- 日本印刷個人情報保護体制認定制度 認定企業
- 三重とこわか健康経営カンパニー 2025 認定企業
- 健康経営優良法人 2025 認定企業（経済産業省）
- X広告認定代理店（旧Twitter）
- 郵便局広告認定代理店